# 善徳寺 (常陸大宮市)
善徳寺（ぜんとくじ）は、茨城県常陸大宮市にある浄土真宗本願寺派の寺院。

## 歴史
1213年（建保元年）、南酒出義茂の開基である。義茂は佐竹氏第3代当主佐竹秀義の子である。義茂はその頃に浄土真宗宗祖親鸞の法話を聴き、親鸞に弟子入りし「善念」を名乗ることになった。そして義茂（善念）の名字の由来である南酒出の地（現・茨城県那珂市南酒出）に寺を創建した。これが当寺の起源である。
1314年（正和3年）に現在地に移転した。ところが1489年（延徳元年）の火災で全焼し、以降は半ば廃寺状態であった。約140年後の1630年（寛永7年）になり、ようやく慶秀によって中興された。

## 文化財
- 善徳寺本堂（常陸大宮市指定文化財）[3]

## 交通アクセス
- 水戸北SICより車47分。